# Оаза (филм)
Оаза је српски филм из 2020. године у режији Ивана Икића. Светску премијеру филм је имао 3. септембра 2020. године на 77. Венецијанском филмском фестивалу у оквиру програма „Дани аутора“, на коме је награђен признањем за Најбољи европски филм. Домаћу премијеру филм је имао 14. маја 2021. године на београдском ФЕСТ-у.

## Радња
У затвореном свету установе за младе са сметњама у развоју, три тинејџера — Марија, Драгана и Роберт — формирају троугао нежности, чежње и ривалства. Марија и Драгана, обузете првим налетима заљубљености, упуштају се у тиху борбу за Робертову пажњу, док се њихово пријатељство полако ломи под теретом неизречених емоција. Филм истражује танане нити жеље за припадањем и љубављу, које пркосе ригидним границама институционалног живота. У атмосфери надзора и контроле, њихови унутрашњи светови постају поприште борбе за идентитет, слободу и могућност да буду виђени — као људи, а не само као штићеници система.

## Улоге
| Глумац           | Улога            |
| ---------------- | ---------------- |
| Маријана Новаков | Марија           |
| Тијана Марковић  | Драгана          |
| Валентино Зенуни | Роберт           |
| Маруша Мајер     | Васпитачица Вера |
| Горан Богдан     | Васпитач Влада   |
| Драгиња Вогањац  | Докторка         |
| Саша Стругар     | Паја             |
| Милица Ђинђић    | Бранка           |